# Cancioneiro da Ajuda

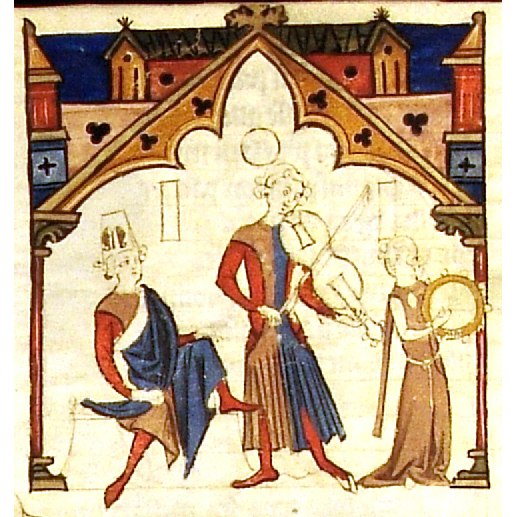
Miniatura do Cancioneiro de Ajuda

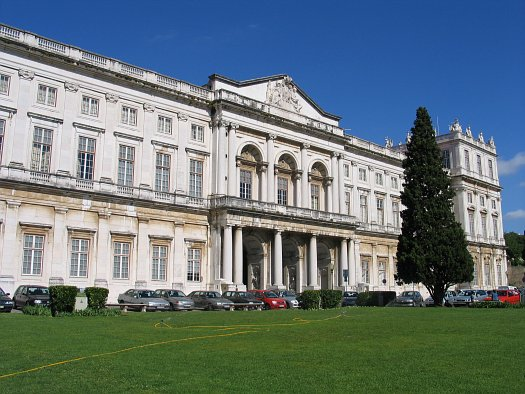
Palácio Nacional da Ajuda, em Lisboa

O Cancioneiro da Ajuda é uma coleção de poesias escritas em galego-português datada do final do século XIII, influenciadas pela lírica occitana. 
Recebe o seu nome por se conservar na biblioteca do Palácio Nacional da Ajuda, em Lisboa. É um códice de pergaminho escrito por uma só pessoa em escrita gótica com miniaturas e que ficou incompleto: aparecem os textos poéticos, mas não se terminaram as miniaturas nem se copiou a música — para a qual há um espaço reservado abaixo dos versos da primeira estrofe de cada cantiga. Trata-se duma coletânea que possui 310 composições poéticas, todas cantigas de amor.
As primeiras edições completas datam de 1824 e 1849, embora a edição clássica seja a realizada por Carolina Michaëlis no ano 1904.
Dos três cancioneiros conservados até hoje, este, é o menos completo, porque apenas abrange composições anteriores à morte de Afonso X, excluindo, por exemplo a vasta produção de D. Dinis; e porque o seu colecionador exclui os gêneros mais vulgares, isto é, as cantigas de amigo e as de escárnio ou de maldizer. Mas tem a vantagem de seu manuscrito pertencer à época da maioria dos poetas colaboradores, e é um documento valioso pela grafia, pela decoração e pelas iluminuras, que testemunham o caráter cantado e instrumental, embora tenham sido deixados em branco os espaços destinados à notação musical, entre outros sinais de inacabamento.